# Střeliště
Střeliště je zaniklý hrad, jehož terénní pozůstatky se dochovaly v lese Království asi jeden kilometr jihovýchodně od Radonína v okrese Třebíč. Nachází se na bezejmenném vrcholu s nadmořskou výškou 576 metrů v katastrálním území Brtnický Číchov obce Číchov.

## Historie
Doba založení hradu je nejistá. Jediná písemná zmínka o něm pochází až z roku 1579, kdy pustý hrad kupoval Hynek Brtnický z Valdštejna od  brněnského probošta Stanislava Pavlovského z Pavlovic. Podle starší literatury byl centrem jednoho z obvodů, které na základě listiny papeže Řehoře IX. z roku 1231 náležely jako věno královně Konstancii Uherské, manželce Přemysla Otakara I. Skrovné zbytky nevelkého hradu, v jehož konstrukcích převládalo dřevo a hlína, spíše odpovídají šlechtickému sídlu, které mohlo patřit majiteli Radonína nebo zaniklé vsi Čertovec. Hrad zanikl nejpozději v patnáctém století.

## Stavební podoba
Jednodílný hrad měl oválný půdorys vymezený až deset metrů širokým příkopem, před kterým se nachází vnější val. Příkop je v severovýchodní části zasypán a narušení valu se nachází na západní straně, kde byl materiál získaný z valu použit k nasypání přístupové šíje přes příkop. V hradním jádru o rozměrech 25 × 21 metrů se dochovaly stopy nejspíše novodobé stavby, kterou mohl být altán nebo triangulační věž.

## Přístup
Zbytky hradu jsou volně přístupné po modře značené turistické trase z Radonína do Číchova.